# Carl Johan Tornberg

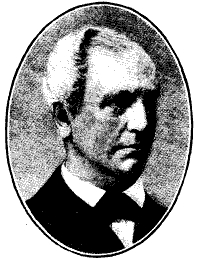
Carl Johan Tornberg

Carl Johan Tornberg (Linköping, 23 ottobre 1807 – Lund, 6 settembre 1877) è stato un orientalista svedese.

## Studi
Tornberg studiò Teologia e Lingue orientali dal 1826 nella Università di Uppsala, ottenendo 9 anni dopo l'abilitazione all'insegnamento di Arabo, e proseguì i suoi studi linguistici nel 1836-38 a Parigi sotto Silvestre de Sacy, Pierre Amédée Jaubert ed Étienne Marc Quatremère. Divenne professore associato nel 1844, e nel 1850 professore ordinario di "Lingue orientali" presso l'Università di Lund. 
Nel 1858/59 fu rettore in questa stessa università.
Nel dicembre 1873 divenne Socio corrispondente dell'Accademia delle scienze russa di San Pietroburgo.

## Opere

### Orientalistica
- Ibn al-Wardī, Fragmenta libri Margarita mirabilium (con traduzione). Uppsala, 1835-45, 2 voll.
- Primordia dominationis Murabitorum (dal Rawd al-Qirtas), Uppsala, 1839.
- Ibn Khaldun Narratio de expeditionibus Francorum in terras Islamismo subjectas , Uppsala, 1840.
- Ibn Abi Zarʿ Fesanos Annales regum Mauritaniae (in Lingua araba Rawḍ al-Qirṭās, con traduzione e note in latino), Uppsala 1843–1846, 2 voll.
- Ibn al-Athir Chronicon, quod perfectissimum dicitur (in arabo: al-Kāmil fī l-taʾrīkh), Leida, 1851-74, 13 voll.
- De linguae Aramaeae dialectis, Uppsala, 1842.
- Codices arabici, persici et turcici bibliothecae Upsaliensis, Uppsala, 1849.
- Codices orientales bibliothecae Lundensis, Lund, 1850.

### Numismatica
- Symbolae ad rem numariam Muhammedanorum, Uppsala, 1846–1856, 3 voll.
- Numi cufici, Uppsala, 1848.